# Dulénkov
Dulénkov (en rus: Дуленков) és un poble (un khútor) de l'óblast de Rostov, a Rússia, que en el cens del 2010 tenia 591 habitants, pertany al municipi de Bókovskaia.